# サウンド・オブ・サンミュージック
『サウンド・オブ・サンミュージック』は、サンミュージックプロダクション所属タレントのヒット曲を収録したコンピレーション・アルバム。1999年6月23日。発売元はビクターエンタテインメント。規格品番はVICL-60391/2。

## 解説
サンミュージックプロダクションの30周年記念企画として発売された。
本作には、桜田淳子や酒井法子らビクターエンタテインメント所属のアーティストの他、松田聖子（Sony Records）や岡田有希子（キャニオン・レコード）など、レーベルの枠を超えて楽曲が収録された。
歌詞はブックレットではなく、それぞれの作品のディスクジャケットを縮小し、その裏に歌詞が書かれている。8cmCD作品は、2楽曲分で一枚のジャケットとなっている。
Disc1はおもに1980年代後半 - 1990年代の、比較的若いアーティストを収録。Disc2は1970年代 - 1980年代前半の、サンミュージック創始期から全盛期の楽曲が収録されている他、森田健作や太川陽介など男性アーティスト楽曲も収録されている。
酒井法子と桜田淳子は両Discに2曲ずつ収録されており、松田聖子や早見優、香坂みゆき、岡田有希子の楽曲も両Discに収録されている。
2009年に酒井法子が事件で逮捕・起訴された時、酒井法子関連のCDやDVDが撤去されたが、このCDはその当時、既にビクターエンタテインメントでは生産されておらず、他のアーティストの曲も収録されていたため、レコード店によっては継続販売されていた。

## 収録曲

### Disc 1
1. 涙色
  - 作詞・作曲：河村隆一
  - 編曲：土方隆行
  - 唄：酒井法子
2. 赤いスイートピー
  - 作詞：松本隆
  - 作曲：呉田軽穂
  - 編曲：松任谷正隆
  - 唄：松田聖子
3. くちびるNetwork
  - 作詞：Seiko
  - 作曲：坂本龍一
  - 編曲：かしぶち哲郎
  - 唄：岡田有希子
4. 青い珊瑚礁
  - 作詞：三浦徳子
  - 作曲：小田裕一郎
  - 編曲：大村雅朗
  - 唄：松田聖子
5. ファースト・デイト
  - 作詞・作曲：竹内まりや
  - 編曲：萩田光雄
  - 唄：岡田有希子
6. 男のコになりたい
  - 作詞：三浦徳子
  - 作曲：Frankie T
  - 編曲：萩田光雄
  - 唄：酒井法子。
7. わたしの青い鳥
  - 作詞：阿久悠
  - 作曲：中村泰士
  - 編曲：高田弘
  - 唄：桜田淳子
8. 気分をかえて
  - 作詞・作曲：山崎ハコ
  - 編曲：大村雅朗
  - 唄：香坂みゆき
9. 気まぐれヴィーナス
  - 作詞：阿久悠
  - 作曲：森田公一
  - 編曲：船山基紀
  - 唄：桜田淳子
10. 夏色のナンシー
  - 作詞：三浦徳子
  - 作曲：筒美京平
  - 編曲：茂木由多加
  - 唄：早見優
11. 脱・プラトニック
  - 作詞：売野雅勇
  - 作曲：芹澤廣明
  - 編曲：萩田光雄
  - 唄：桑田靖子
12. 21世紀まで愛して
  - 作詞：松本隆
  - 作曲：筒美京平
  - 編曲：船山基紀
  - 唄：水谷麻里
13. ロコモーション・ドリーム
  - 作詞：田口俊
  - 作曲：筒美京平
  - 編曲：小林武史
  - 唄：田村英里子
14. ともだちでいようよ
  - 作詞：森浩美
  - 作曲：中西圭三・小西貴雄
  - 編曲：松本晃彦
  - 唄：桜井幸子
15. 赤い花束
  - 作詞：遠藤京子
  - 作曲：羽田一郎
  - 編曲：武部聡志
  - 唄：中嶋美智代
16. 世界中のうわさになりたい
  - 作詞：田辺智沙
  - 作曲：三井誠
  - 編曲：根岸貴幸
  - 唄：KaNNa
17. 風の中のダンス
  - 作詞・作曲：大貫妙子
  - 編曲：千住明
  - 唄：安達祐実
18. LOVE CHILD
  - 作詞・作曲：Dennis Belfield, Joey Carbone
  - 日本語詞：森浩美
  - 編曲：村山晋一郎
  - 唄：石井ゆき

### Disc 2
1. 天使のウインク
  - 作詞・作曲：尾崎亜美
  - 編曲：大村雅朗
  - 唄：松田聖子
2. はじめての出来事
  - 作詞：阿久悠
  - 作曲：森田公一
  - 編曲：竜崎孝路
  - 唄：桜田淳子
3. 碧いうさぎ
  - 作詞：牧穂エミ
  - 作曲：織田哲郎
  - 編曲：新川博
  - 唄：酒井法子
4. 二人だけのセレモニー
  - 作詞：夏目純
  - 作曲：尾崎亜美
  - 編曲：松任谷正隆
  - 唄：岡田有希子
5. PASSION
  - 作詞・作曲：中原めいこ
  - 編曲：新川博
  - 唄：早見優
6. 夢冒険
  - 作詞：森浩美
  - 作曲：西木栄二
  - 編曲：中村暢之
  - 唄：酒井法子
7. しあわせ芝居
  - 作詞・作曲：中島みゆき
  - 編曲：船山基紀
  - 唄：桜田淳子
8. 恋のインディアン人形
  - 作詞：さいとう大三
  - 作曲・編曲：筒美京平
  - 唄：リンリン・ランラン
9. はじめてのワルツ
  - 作詞：阿久悠
  - 作曲・編曲：三木たかし
  - 唄：神保美喜
10. 十七の夏
  - 作詞：阿久悠
  - 作曲：森田公一
  - 編曲：竜崎孝路
  - 唄：桜田淳子
11. ニュアンスしましょ
  - 作詞：大貫妙子
  - 作曲：EPO
  - 編曲：清水信之
  - 唄：香坂みゆき
  - 資生堂'84秋のキャンペーンソング。
12. ほほにキスして
  - 作詞・作曲：伊藤薫
  - 編曲：佐藤準
  - 唄：水越けいこ
13. 陽だまりの中で
  - 作詞：いではく
  - 作曲・編曲：穂口雄右
  - 唄：太川陽介
14. Lui-Lui
  - 作詞：石原信一
  - 作曲・編曲：都倉俊一
  - 唄：太川陽介
15. Deep
  - 作詞：松本隆
  - 作曲・編曲：都倉俊一
  - 唄：渋谷哲平
16. てれてZin Zin
  - 作詞：三浦徳子
  - 作曲・編曲：馬飼野康二
  - 唄：竹本孝之
17. 友達よ泣くんじゃない
  - 作詞：阿久悠
  - 作曲・編曲：鈴木邦彦
  - 唄：森田健作
18. さらば涙と言おう
  - 作詞：阿久悠
  - 作曲・編曲：鈴木邦彦
  - 唄：森田健作

## 音源提供
- ビクターエンタテインメント（旧：ビクター音楽産業）
  - Disc 1 M-1・6・7・9・12・17　Disc 2 M-3・6・7・8・10・13・14
- サンミュージック出版
  - Disc 1 M-8・10・16　Disc 2　M-5・11・12
- ソニー・ミュージックレコーズ（旧：CBS・ソニー）
  - Disc 1 M-2・4・14　Disc 2　M-1・16
- EMIミュージック・ジャパン（旧：東芝EMI）
  - Disc 1 M-11・13
- 日本コロムビア
  - Disc 2 M-15
- BMG JAPAN（旧：RCAレコード）
  - Disc 2 M-17・18
- ポニーキャニオン（旧：キャニオン・レコード）
  - Disc 1 M-3・5・15・18　Disc 2 M-4
- マーキュリー・ミュージックエンタテインメント
  - Disc 2　M-9